# 林征祁
林徵祁（1917年12月7日—1990年4月23日），字涵静，福建林森人，清末名臣林则徐的后裔。
林徵祁曾先后就读于清华大学经济系（肄业）、中央军官学校第十五期政治科。1941年加入军事委员会调查统计局，曾任军事科股长、副科长。1946年起加入中央社，历任记者、编辑、编译等职，1953年前往韩国担任中央社韩国特派员。1955年任驻联合国总部记者。中华民国退出联合国后，于1972年任中央社纽约分社特派员。1974年出任中央社副社长，1978年起任中央社社长。后还曾任《香港时报》董事长。1990年4月23日因肺癌于台大医院病逝。
他还曾获华夏奖章、力行奖章、实践奖章等奖励。